# EURO-50
EURO-50 ist eine Vorstudie für ein Großteleskop der Europäischen Südsternwarte (ESO) mit einem geplanten Spiegeldurchmesser von 50 Metern.
Infolge konkreter Planungen einiger Spiegelteleskope mit über 20 m Primärspiegeldurchmesser, wie dem Giant Magellan Telescope (GMT, 21 m), dem Thirty Meter Telescope (TMT) und dem Large-Aperture Mirror Array (LAMA) entschloss sich die Europäische Südsternwarte um 2005, auch Vorplanungen für ein Teleskop mit einem Spiegeldurchmesser von 50 m vorzunehmen.
Euro-50 wurde zusammen mit einer Vorstudie zu einem 100-m-Teleskop, dem Overwhelmingly Large Telescope (OWL) zugunsten eines rascher realisierbaren 39-m-Teleskops, des European Extremely Large Telescope (E-ELT), zurückgestellt.